# 김준석 (음악가)
김준석(1974년 3월 31일 ~ )은 대한민국의 음악 감독이다.

## 학력 및 경력사항
- 1993년 ~ 1998년 서강대학교 철학 학사
- 무비 클로저 대표
- M&F 음악사업부 이사
- 제천국제음악영화제 집행위원
- 한국예술종합학교 강사

## 작품 목록

### 영화 OST
1998년
- 정사
- 약속

2000년
- 플란다스의 개

2001년
- 선물
- 세이 예스
- 고양이를 부탁해
- 결혼은, 미친 짓이다
- 으랏차차!
- 치열한 전투
- 비가 내린다
- 지나가는 비

2003년
- 싱글즈
- 맥도날드 소년
- 원 파인 데이
- 리워드

2004년
- 말죽거리 잔혹사
- 맹부삼천지교

2005년
- 마파도
- 형사 Duelist
- 작업의 정석
- 생리해서 좋은 날

2006년
- 열혈남아
- 룸메이트

2007년
- 두 사람이다
- 마을금고 연쇄습격사건
- 기다리다 미쳐
- 6년째 연애중

2008년
- 추격자
- 과속스캔들
- 쌍화점

2009년
- 킹콩을 들다
- 애자
- 내 사랑 내 곁에
- 불꽃처럼 나비처럼
- 미드나잇 블루스
- 걸작의 꿈

2010년
- 구르믈 버서난 달처럼
- 맨발의 꿈
- 헬로우 고스트
- 평양성

2011년
- 아이들...
- 써니
- 마이 웨이
- 부러진 화살

2012년
- 하울링
- 나는 왕이로소이다
- 자칼이 온다
- 런닝맨

2013년
- 창수
- 플랜맨

2014년
- 타짜: 신의 손
- 내 심장을 쏴라

2015년
- 널 기다리며
- 소녀와 여자

2016년
- 히야
- 사랑하기 때문에

2017년
- 석조저택 살인사건

2018년
- 스윙키즈

2021년
- 비와 당신의 이야기

2022년
- 인생은 아름다워

### 드라마 OST
2008년
- SBS 달콤한 나의 도시
- SBS 스타의 연인

2009년
- MBC 친구, 우리들의 전설

2010년
- SBS 자이언트

2011년
- MBC 로열 패밀리

2012년
- MBC 해를 품은 달
- MBC 아이두 아이두
- MBC 마의

2013년
- SBS 장옥정, 사랑에 살다
- MBC 메디컬 탑팀

2014년
- KBS 2TV 빅맨
- tvN 미생
- KBS 2TV KBS 드라마 스페셜 - 추한 사랑

2015년
- JTBC 순정에 반하다
- SBS 가면
- MBC 그녀는 예뻤다

2016년
- tvN 시그널
- MBC 옥중화
- MBC W
- MBC 캐리어를 끄는 여자

2017년
- OCN 터널
- tvN 비밀의 숲
- OCN 구해줘
- MBC 20세기 소년소녀
- MBC 투깝스
- MBC 로봇이 아니야

2018년
- SBS 리턴
- tvN 나의 아저씨
- SBS 친애하는 판사님께
- KBS 2TV 러블리 호러블리
- tvN 백일의 낭군님
- MBC 내 뒤에 테리우스
- tvN 나인룸
- tvN 톱스타 유백이
- SBS 황후의 품격
- tvN 알함브라의 궁전의 추억

2019년
- MBC 아이템
- OCN 킬잇
- tvN 자백
- OCN 구해줘2
- tvN 아스달연대기
- KBS 2TV 저스티스
- tvN 악마가 너의 이름을 부를 때

2020년
- MBC 그 남자의 기억법
- MBC 꼰대인턴
- tvN 비밀의 숲 2
- tvN 악의 꽃
- JTBC 사생활
- SBS 펜트하우스 1

2021년
- JTBC 선배 그 립스틱 바르지 마요
- SBS 펜트하우스 2
- SBS 펜트하우스 3
- OCN 키마이라

2022년
- tvN 고스트 닥터
- tvN 별똥별
- Disney + 그리드
- JTBC <인사이더>
- JTBC <불행을 사는 여자>
- tvN <월수금화목토>
- tvN <슈룹>
- MBC 새 수목드라마 <일당백집사>
- SBS 새드라마 <트롤리>
- Netflix <더 글로리>

2023년
- Netflix <퀸메이커>
- tvN 드라마 <이로운 사기>
- SBS 드라마 <악귀>
- Netflix <셀러브리티>
- SBS 드라마 <7인의 탈출>
- ENA 드라마 <유괴의 날>

2024년
- JTBC 드라마 <닥터 슬럼프>
- SBS 드라마 <7인의 부활>
- Disney+ 드라마 <지배종>
- SBS 드라마 <커넥션>
- tving 드라마 <좋거나 나쁜 동재>
- tvN 드라마 <플레이어 2: 꾼들의 전쟁>
- ENA 드라마 <나미브>

2025년
- tvN 드라마 <그놈은 흑염룡>
- Channel A 드라마 <마녀>
- Amazon Japan <내남편과 결혼해줘(일본판)>
- tvN 드라마 <신사장프로젝트>

### 2026년
- tvN 드라마 <은밀한 감사>

## 수상 및 후보
| 연도 | 시상식                       | 부문        | 수상작(자)   | 결과 |
| ---- | ---------------------------- | ----------- | ------------ | ---- |
| 2008 | 제29회 청룡영화상            | 음악상      | 추격자       | 후보 |
| 2008 | 제7회 대한민국 영화대상      | 음악상      | 추격자       | 후보 |
| 2009 | 제46회 대종상 영화제         | 음악상      | 과속스캔들   | 후보 |
| 2009 | 제30회 청룡영화상            | 음악상      | 과속스캔들   | 후보 |
| 2009 | 제17회 춘사영화상            | 음악상      | 킹콩을 들다  | 수상 |
| 2009 | 제46회 대종상 영화제         | 음악상      | 쌍화점       | 수상 |
| 2010 | 제47회 대종상 영화제         | 음악상      | 맨발의 꿈    | 수상 |
| 2011 | 제20회 부일영화상            | 음악상      | 써니         | 후보 |
| 2011 | 제48회 대종상 영화제         | 음악상      | 써니         | 후보 |
| 2011 | 제32회 청룡영화상            | 음악상      | 써니         | 후보 |
| 2014 | 제 51회 대종상 영화제        | 음악상      | 타짜-신의 손 | 후보 |
| 2014 | 제 35회 청룡영화상           | 음악상      | 타짜-신의 손 | 후보 |
| 2020 | 제 56회 대종상 영화제        | 음악상      | 스윙키즈     | 후보 |
| 2020 | 제 40회 청룡영화상           | 음악상      | 스윙키즈     | 후보 |
| 2020 | 제 39회 한국영화평론가협회상 | 음악상      | 스윙키즈     | 수상 |
| 2020 | 제28회 부일영화상            | 음악상      | 스윙키즈     | 후보 |
| 2020 | 제55회 백상예술대상          | 영화 예술상 | 스윙키즈     | 후보 |